# Ladi Kwali
Ladi Kwali   (Kwali, 16 de març de 1925 - Minna, 12 d'agost de 1984) OON, MBE va ser una ceramista nigeriana.
Ladi Kwali va néixer al poble de Kwali a la regió Gwari del Nord de Nigèria, on la ceràmica era una tradició autòctona femenina. Va aprendre ceràmica de petita de la mà de la seva tieta, que feia servir el mètode tradicional de l'urdit. Construïa grans peces que s'utilitzaven com a contenidors d'aigua, recipients per a cuinar, bols i gerres fetes a partir de xurros de fang, colpejant-los des de l'interior amb una pala de fusta llisa. Estaven decorades amb incisions geomètriques i amb motius figuratius molt estilitzats que representaven, entre d'altres, escorpins, llangardaixos, cocodrils, camaleons, serps, ocells i peixos. Kwali imprimia els motius a la part superior de les figures fent girar per la superfície de fang uns petits rodets fets de cordill retorçat o de fusta texturada. De vegades ho feia en bandes horitzontals i de vegades en agrupacions verticals. Els rodets consistien en petits cilindres de fusta dura, d'entre 5 i 8 cm de llargada i poc més d'un centímetre de diàmetre, gravats amb motius rectes, obliquus o paral·lels. Les tècniques que utilitzava per a construir els recipients i per a decorar-los, s'han datat del Neolític. D'acord amb el mètode tradicional de la regió, les peces es coïen en una foguera de vegetació seca. Les peces de Kwali destacaven per la seva bellesa, tant en la forma com en la decoració i va ser reconeguda a la regió com una ceramista especialment dotada i excepcional. Una part de la seva obra va ser adquirida per l'Emir d'Abuja, Alhaji Suleiman Barau . Va ser a casa d'aquest, on Michael Cardew les va veure per primer cop el 1950.

## Infància
Va néixer el 1925 al petit poble de Kwali, actualment Àrea Municipal de Kwali del Territori Capital Federal. (Altres historiadors daten el seu naixement el 1920). Va créixer en una família que mantenia la tradició popular terrissera de les dones. Mallam Mekaniki Kyebese, el germà petit de Ladi Kwaliva va dir: “fins i tot durant els primers anys de fer ceràmica, Ladi Kwali excel·lia en l'ofici i les seves peces sovint estaven venudes abans que se les pogués endur al mercat”.
Durant els seus primers anys en la professió, el context tradicional cultural l'empenyia a produir peces influenciades per la tradició gbagyi que emfatitzava a través d'un llenguatge molt personal. La seva manera d'abordar el fang, quedava realçada per un rerefons matemàtic, que es manifestava a través d'un continu desplegament de simetria.

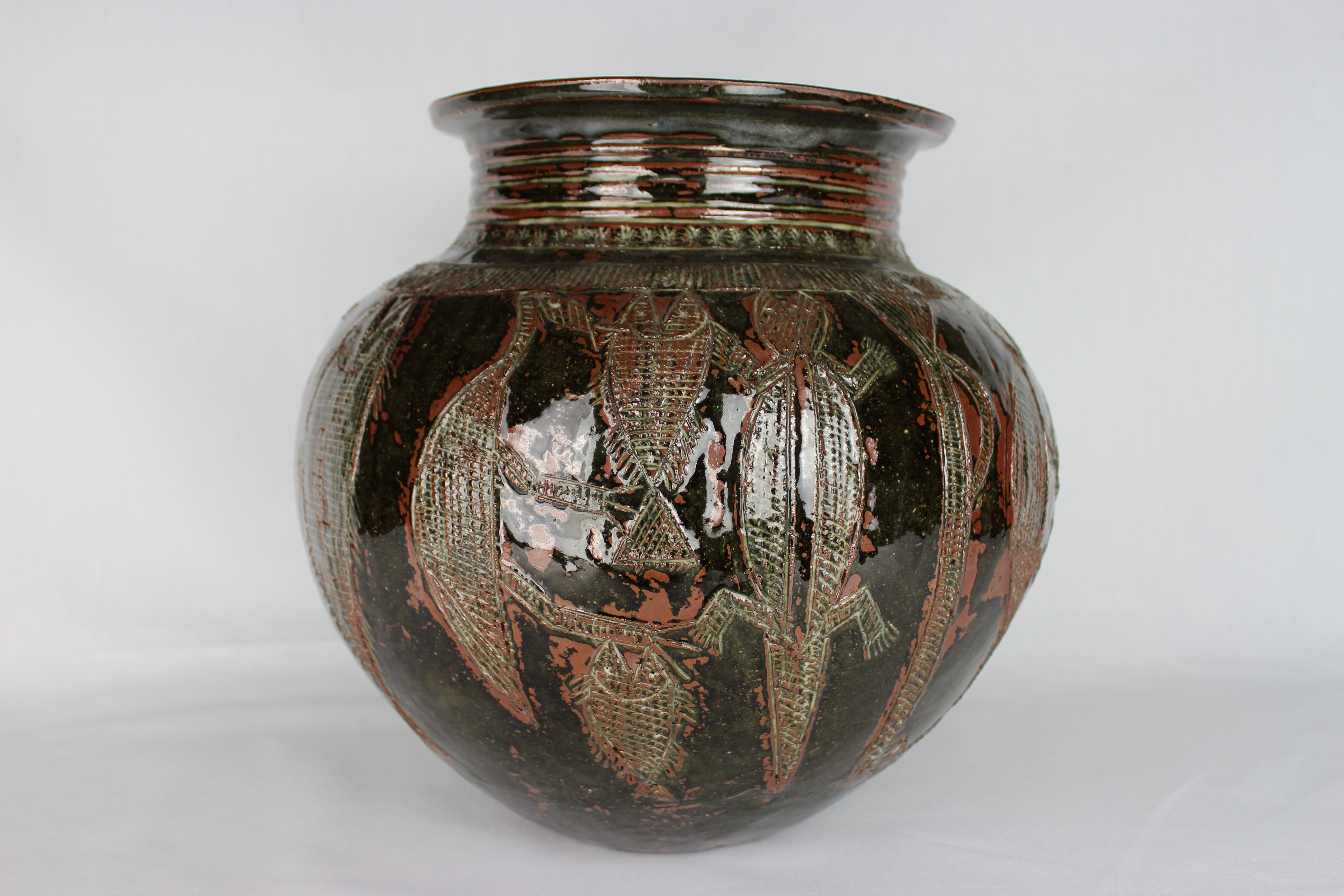
Peça feta a mà de Ladi Kwali amb figures incises; W.A. Ismay Studio Ceramics Collection, York Art Gallery

## Carrera
Michael Cardew, que va ser designat pel govern nigerià com a Ceramista en Cap del Departament de Comerç i Indústria de la Nigèria colonial el 1951, va fundar el Centre de Formació Ceràmica a Suleja (aleshores conegut com a "Abuja") l'abril de 1952. El 1954, Ladi Kwali va incorporar-se al Centre sent la primera dona ceramista en formar-ne part. Allà va aprendre a tornejar, a esmaltar, a coure en un forn ceràmic, a utilitzar engalbes i amb el temps va arribar a ser-ne professora. Feia bols amb decoracions esgrafiades, summergint les peces en engalba vermella o blanca per a després esgrafiar la decoració a través de la capa d'engalba amb una pua de porc espí. Quan Cardew va deixar el càrrec el 1965, al Centre ja hi havia quatre dones més de Gwari: Halima Audu, Lami Toto, Assibi Iddo, and Kande Ushafa. Aquestes dones treballaven juntes en un dels tallers, que anomenaven Dakin Gwari (l'habitació Gwari), per a construir grans contenidors d'aigua. Conformaven i rascaven l'interior de les peces amb la closca d'un cargol, amb la beina d'alguna llavor dura o amb una closca de carabassa. Després, adaptaven la tècnica tradicional de motius incisos, omplint-los amb una engalba de caolí i feldespat que es depositava dins les decoracions incises. Posteriorment aquestes peces es coïen amb un esmalt translúcid celadó, de manera que les zones amb engalba quedaven d'un verd pàl·lid contrastant amb el verd fosc o el vermell ferruginós del gres amb què estaven fetes. El fet que aquestes peces realitzades a mà s'esmaltessin i es coguessin a alta temperatura, representa un híbrid molt interessant entre la peça tradicional Gwari i la ceràmica d'autor contemporània occidental. La quinta essència de la ceràmica de Ladi Kwali és una peça urdida de gres, decorada amb motius de llangardaixos i cuita amb un esmalt negre i brillant. Per a molts espectadors i col·leccionistes occidentals, aquest esmalt negre era una metàfora de l'"africanitat" de les peces.
Arrelades en la seva tradició cultural, en què les dones eren les que es dedicaven a la ceràmica, les peces de Ladi Kwali's van esdevenir "obres artístiques". Moltes d'elles van formar part de les exposicions internacionals de ceràmica d'Abuja, organitzades per Cardew el 1958, el 1959, i el 1962. El 1961, Kwali va fer demostracions al Royal College, a Farnham, i a Wenford Bridge, a Gran Bretanya. També va fer-ne a França i a Alemanya en aquesta mateixa època. El 1972, va viatjar per Amèrica amb Cardew. La seva obra va ser exposada i va ser molt apreciada a Londres, a les Berkeley Galleries. L'obrador d'Abuja va passar a anomenar-se Terrisseria Ladi Kwali a principis dels 80.

## Premis i reconeixements
Kwali va ser condecorada com a MBE (Member of the Order of the British Empire) el 1962.
El 1977 se li va atorgar un títol doctoral honorari a la Universitat  Ahmadu Bello a Zaria.
El 1980, el govern nigerià (des de l'oficina del Gabinet de la República Federal de Nigèria) la va investir amb la insígnia de la Orde Nacional del Mèrit Nigerià (NNOM), l'honor acadèmic nacional de més categoria.
També va rebre la distinció nacional d'Oficial de l'Ordre del Níger el 1981.
La seva imatge apareix al dors dels bitllets nigerians de 20 Naires .
Un dels carrers principals d'Abuja porta el nom de Ladi Kwali.
L' Hotel Sheraton acull el Centre de Convencions Ladi Kwali, un dels centres de reunions més grans d'Abuja amb 10 sales de reunions i quatre salons.